# Арсен 2
Арсен 2 је други самостални студијски албум композитора, песника, кантаутора, писца, музичара и аранжера Арсена Дедића. Албум издаје 1971. године дискографска кућа Југотон.